# 托里切
托里切（義大利語：Torrice），是意大利弗罗西诺内省的一个市镇。总面积18.18平方公里，人口4641人，人口密度255.3人/平方公里（2009年）。ISTAT代码为060079。